# エドワード・ネイラー
エドワード・ウッドール・ネイラー（Edward Woodall Naylor, 1867年2月9日 - 1934年5月7日）はイギリスのオルガニスト、作曲家。

## 経歴
作曲家でオルガニストのジョン・ネイラーの子としてスカーブラに生まれ、最初は父に学んだ。ケンブリッジ大学で学び、1887年に教養学士、1891年に音楽学士、1897年に音楽学博士 (Doctor of Music) の学位を取得した。1888年から1892年までロンドンの王立音楽大学で学び、チャールズ・ヴィリアーズ・スタンフォードとフレデリック・ブリッジに師事した。1889年から1896年までロンドンのチェスタースクエアの聖ミカエル教会、1896年から1897年までロンドンのキルバーンの聖マリア教会でオルガニストを務め、1904年からケンブリッジ大学のエマニュエル・カレッジの講師を、1908年から同校のオルガニストを務めた。子に作曲家のバーナード・ネイラーがいる。
1918年にかつてケンブリッジ大学でネイラーに師事した徳川頼貞から南葵楽堂開堂記念の演奏会のための序曲を委嘱された。ネイラーは1904年2月に作曲した自作の『ヴァイオリンとチェロとピアノのための三重奏曲 ニ長調』の終楽章を改作したものに新たに作曲した序奏を加え、序曲『徳川頼貞』として知られる "Overture to Raitei Tokugawa" を完成させた。当初予定された演奏会には間に合わず、1920年11月23日の南葵楽堂パイプオルガン竣成記念の臨時音楽会で、横枕文四郎の指揮と海軍軍楽隊の演奏により初演された。2019年に『徳川頼貞』の大橋晃一による吹奏楽編曲の楽譜が和歌山県の序曲《徳川頼貞》吹奏楽版普及事業によりインターネット上で公開された。

## 作品
男声合唱曲、宗教曲、室内楽曲などがある。
- オペラ『アンジェラス』（ロンドン、1909年。リコルディ賞を受賞）
- 管弦楽のための序曲『徳川頼貞』（東京、1919年）

## 著作
- Shakespeare and Music （1896年）
- An Elizabethan Virginalbook （1905年）
- The Poets and Music （1928年）

## 翻訳
- オスカー・ビー（英語版） "Das Klavier und seine Meister" （英訳、1905年）